# Naturräume Kolumbiens

Naturräume Kolumbiens

Die Naturräume Kolumbiens lassen sich in sechs unterschiedliche Großräume gliedern.
Dazu zählen (von Norden nach Süden, von West nach Ost):
- die Región Caribe, die am Karibischen Meer anliegt,
- die Región insular, die die Inseln im Atlantischen (San Andrés und Providencia) und Pazifischen Ozean (Malpelo und Gorgona) umfasst,
- die Región del Pacífico, die an den Pazifischen Ozean grenzt
- die Región Andina (Andenregion) mit den Anden, dominiert von der Zentralkordillere
- die Región de la Orinoquía, einem Teil der Llanos-Ebenen, hauptsächlich im Flussgebiet des Orinoco entlang der Grenze zu Venezuela und die
- die Región Amazónica mit dem Amazonas-Regenwald.

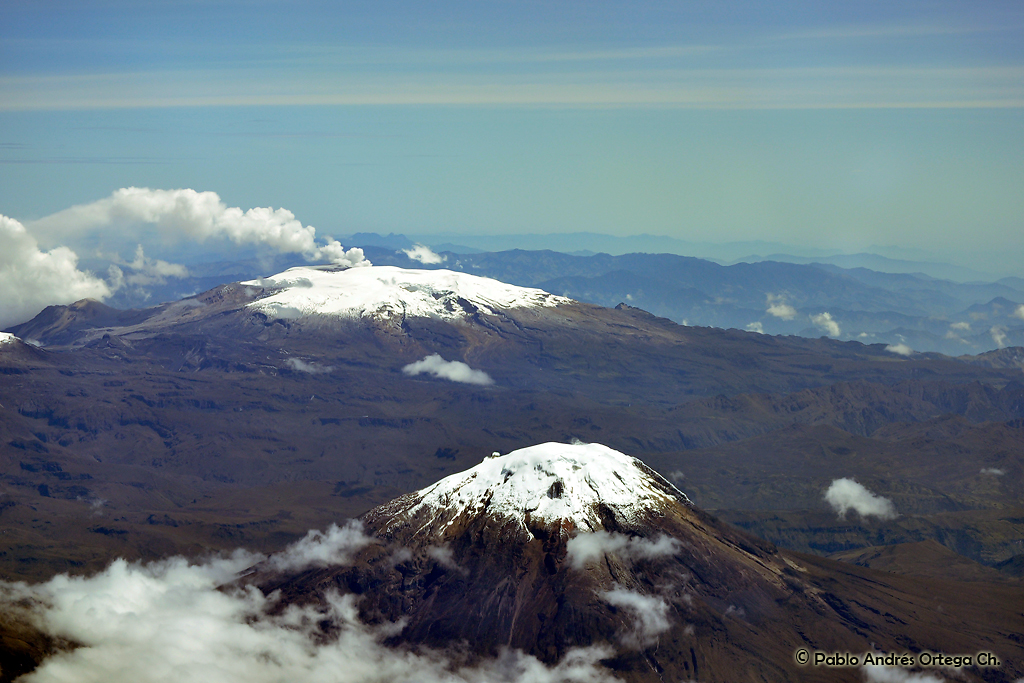
Nevado del Ruiz, mit sichtbarer Fumarole

## Beschreibung
Die Anden dominieren die westliche Hälfte Kolumbiens und unterteilen sich in die westliche Kordillere (Cordillera Occidental), die zentrale Kordillere (Cordillera Central) und die östliche Kordillere (Cordillera Oriental). Der andine Raum weist die typische, von Alexander von Humboldt beschriebene Höhenstufung tropischer Hochgebirge auf. 
Die meisten großen Seen Kolumbiens liegen im Andengebiet, einige sind die Laguna de Guatavita, Laguna de Tota, Laguna de Iguaque und die Laguna de La Cocha.
Zwischen den Andenketten fließt der Río Magdalena sowie der Río Cauca, die beide ins karibische Meer münden.
Der Westen Kolumbiens entwässert über den Río Atrato in die Karibik sowie über die Flüsse Río San Juan und den Río Baudó in den Pazifik.
Im Hochgebirge befinden sich zum Teil aktiven Vulkane Galeras (4276 m), Nevado del Huila (5364 m), Nevado del Ruiz (5321 m), Puracé, Nevado del Tolima (5215 m) und Nevado de Santa Isabel (4965 m).
Im Norden Kolumbiens, an der Karibikküste, erhebt sich die höchste Erhebung Kolumbiens, die 5775 m hohe Sierra Nevada de Santa Marta. 
Die beiden gleich hohen und höchsten Gipfel dieses von der Zentralkordillere isolierten Gebirgsmassivs sind der Pico Cristóbal Colón sowie der Pico Simón Bolívar.
Das weitgehend ebene karibische Küstentiefland Kolumbiens ist, vom Küstenstreifen abgesehen, relativ dünn besiedelt und von großflächigen Sumpfgebieten geprägt. Der karibischen Küste vorgelagert sind die Insel Fuerte, der San-Bernardo-Archipel und die Islas del Rosario.
Die wichtigsten Atlantik-Inseln sind im Departamento und Archipel San Andrés und Providencia, etwa 770 km nordwestlich der kolumbischen Karibikküste. Die namensgebenden Hauptinseln sind San Andrés und Providencia.
Das im Westen Kolumbiens befindliche pazifische Küstentiefland ist, von wenigen Hafenstädten abgesehen, aufgrund des immerfeucht-heißen Klimas mit hohen Niederschlägen weitgehend unbesiedelt. Die Region ist weitgehend mit tropischem Regenwald bedeckt. Als Verkehrswege dienen vorwiegend die natürlichen Wasserstraßen, besonders der Río Atrato. Im Pazifik liegen die Inseln Malpelo (westlich von Buenaventura), Gorgona und Gorgonilla.

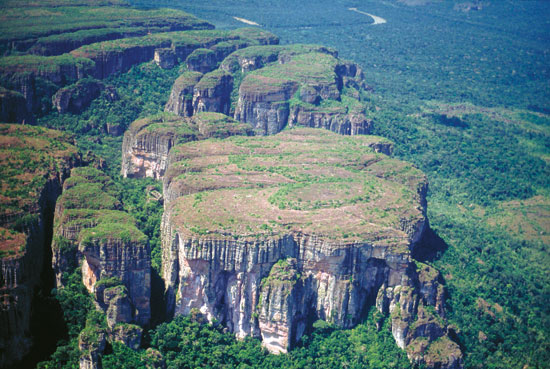
Tafelberg im Parque Nacional Natural Chiribiquete

Der Südosten Kolumbiens umfasst den kolumbianischen Teil Amazoniens. Diese Region ist nahezu vollständig von dichtem Regenwald bedeckt und bis auf einige indigene Bevölkerungsgruppen kaum besiedelt.
Es handelt sich meist um dicht bewaldetes Flachland, durch das die Flüsse Río Putumayo, Río Yapura, Río Meta und Río Guaviare fließen, die entweder im Orinoco oder im Amazonas münden.
Entsprechend der Fließrichtung dieser Flüsse wird das Gebiet in zwei Großräume unterteilt. Der weitgehend unbesiedelte Raum mit den Richtung Orinoco entwässernden Flüssen wird als Orinokien bezeichnet und wird auch Llanos Orientales genannt, er ist von einer Feuchtsavanne bedeckt. Das einzige Gebirge ist die Serranía de la Macarena, die naturräumlich dem andinen Raum zugerechnet werden kann.